# 森崎大祐
森崎 大祐（もりさき だいすけ、2001年5月5日 - ）は、日本の俳優、タレント。兵庫県出身。キャストコーポレーション所属。

## 来歴
- 2015年3月、中学1年生の春休みにどうすれば宿題をしなくて済むか考えていたときに「ミュージックステーション」でAAAの『Lil' Infinity』のMVを見て、芸能人になれば宿題なんてしなくていいんだと思い、芸能界入りすることを決意した。
- 中学2年生からダンス・ヴォーカルのレッスンを開始。初めて練習した曲はBoAの『Look Book』。
- 高校1年生のころにNCTのユウタを見て、K-POPに日本人男性が入ることが可能なことに衝撃を受け、渡韓を決意する。渡韓の際は、両親からは反対されていた。

2021年
- 2021年1月31日、「PRODUCE 101 JAPAN SEASON2」に参加[2]。
- 韓国の芸能事務所から声がかかり、再び渡韓する。

2022年
- 2月14日、KEYSTONE Entertainment Official XおよびInstagramにて、BLANK2Yの日本人メンバーとして公開される。パフォーマンス動画では、中国人メンバー UとのCRAVITYの『JUMPER』のダンス動画が公開された[3]。
- 5月24日、1stミニアルバム『K2Y I : CONFIDENCE [Thumbs Up]』をリリースしデビュー。同日デビューショーケースを開催。
- 5月25日、HANTEOチャートにて同アルバムが1日で3万2430枚を売り上げ、リアルタイムアルバムチャートで1位を記録した。
- 6月30日、日本で『BLANK2Y 1st MINI ALBUM K2Y I:CONFIDENCE [Thumbs Up] JAPAN SHOWCASE』を開催。
- 8月24日、2ndミニアルバム『K2Y II : PASSION [FUEGO]』をリリース。

2023年
- 2月10日、HMAs 授賞式の際に、日本語での受賞コメントを披露した[4]。
- 6月27日、KEYSTONE Entertainmentと専属契約を解除。健康上の理由から休養を取る予定のため脱退。

2024年
- 2月16日、フジテレビ系「K-POP HOUSE」並びにCelest1a Official Youtubeにて、SUPER JUNIOR ウニョクプロデュースグループのメンバーとして公開された[5]。
- 韓国合宿編では、自身が作詞作曲した曲『Dream In The Sky（RE-FLY）』がシグナルソングとなり、フジテレビ系「K-POP HOUSE」のメインソングとなる[6]。
- Celest1aでは、リーダー及びセンターに就任した。
- 7月31日、UTO FEST in K ARENAにて公式デビュー。
- 11月1日、Celest1aが解散[7]。
- 11月、EBiDANチャンネルにて「超アーティストオーディション」の最終選抜者に選ばれ、スターダストプロモーションに所属すると思われたが、2025年にキャストコーポレーションから所属発表があった。

2025年
- 3月18日、キャストコーポレーションへの正式所属が発表され、東映ムビ×ステ 映画「死神遣いの事件帖 終（ファイナル）」で俳優としてデビューすることが発表された[8]。
- 5月21日、映画「ドッペル」にて初主演を務めることが発表された。クラウドファンディングを呼びかけ、1か月余りで目標金額に達成した[9]。
- JUNON 2025年9月号にて、PRODUCE 101で不合格になったら芸能人になることを諦め、他の進路を探そうとしていたと明かした[10]。

## 音楽
- BLANK2Yではダンス、ラップポジション。
- Celest1aではセンター、リーダーを務める。
- プロデューシング力に長けており、『Dream In The Sky（RE-FLY）』や、MIXTAPE『YOU』を作詞作曲するほか、BLANK2YやCelest1aのアルバムコンセプト案を会社と相談し企画を進めた。

## 人物・趣味
- 愛称はだいちゃん、だいすけ、隊長、キキ。
- 幼少期から目立つことや人前に立つことが好きで、かなりのナルシストだったという。
- 変な人と言われることが多いが、本人は自分以上にまともな人間はそうそういないと言い張っている。BLANK2Yのメンバーからは1番プライドが高いメンバーに選ばれた。
- トークスキルが高く、メインMCとしてライブやイベントを司会・進行を担っていた。また「K-POP HOUSE」にて、次長課長の河本準一から「だいちゃんが隣にいると安心して喋れる」と言われて可愛がられていた。
- 韓国語能力が非常に高く、Celest1aメンバー達からは名誉韓国人だと言われていた。また、Celest1aアキトによると、韓国人のダンスインストラクターに自己紹介した際、流暢な韓国語が故に日本人であることを信じてもらえなかった。
- 座右の銘が 「I LOVE ME」であり、ファンブックのインタビューにて心境を聞かれた際には「宇宙、GALAXY」と答えるなど珍回答を連発しており、ファンからは厨二病だと言われている。
- K-POP HOUSEにて、渡韓後に初めて練習した曲はINFINITEの『Man In Love』であることを語った。

- 香水をコレクションすることが好きで、数々の香水エピソードを語っている。自身のレギュラー番組「BLANK2Y マイキーのブランキーポイント！」で、CHANELのGABRIELLE ESSENCEを愛用していると明かした[11]。
- 漫画「ハイキュー!!」の大ファン。特にセッターポジジョンのキャラクターが好き。

## 出演

### 映画
- 死神遣いの事件帖 終（2025年6月13日公開） - 弾正 役[12]
- ドッペル（2026年公開予定） - 主演・光井昇 役[13]

### 舞台
- 死神遣いの事件帖 終（2025年8月7日 - 17日、サンシャイン劇場 / 8月21日 、福岡サンパレス / 8月30日・31日、梅田芸術劇場 シアター・ドラマシティ / 9月5日・6日、こまつ芸術劇場うらら 大ホール / 9月13日 - 15日、京都劇場） - 弾正 役[14]

### バラエティ
- よるのブランチ（2022年10月6日、TBS）
- TUNE（2022年10月13日、フジテレビ系）
- K-POP HOUSE（2024年2月23日 - 9月27日、フジテレビ系）

### CM
- 化粧品ブランドPACOMERI イメージモデル（2022年5月）[15]
- 明治『まるごとオーツミルク』（2024年4月2日）[16]
- 花王『SPOT JELLYへそごまパック』（2024年4月5日）[17]

### ラジオ
- BLANK2Y マイキーのブランキーポイント！（2023年2月14日 - 4月25日、AuDee）[11]

### コンサート
- BLANK2Y 1st WORLD TOUR LIVE（2022年9月25日 - 12月18日） [18]
- KROSS vol.02 in 有明アリーナ（2023年2月25日-26日）[19]
- KROSS vol.01 in バンテリンドームナゴヤ（2023年1月2日）[20]
- KCON×TGC（2024年5月10日）[21]

### その他
- blossom the hope希望広告大使 in coex[22]
- チェジュ島観光名誉広告大使[23]
- 韓越観光活性化名誉広告大使選抜[24]
- KT WIZ 始球式[25]
- THE K 韓食 広告大使[26]
- KEAD 国際障害者技能オリンピック大会韓国選手団 広告大使
- 大韓民国韓食フォーラム 広告大使[26]